# Tour de Kuban
El Tour de Kuban es una carrera ciclista por etapas rusa que se disputa en los alrededores de Krai de Krasnodar y fue creada en 2015. Esta carrera forma parte desde su creación del UCI Europe Tour, en categoría 2.2.

## Palmarés
| Año  | Ganador             | Segundo           | Tercero           |
| ---- | ------------------- | ----------------- | ----------------- |
| 2015 | Dimitry Samokhvalov | Anton Samokhvalov | Serguéi Nikoláyev |

## Palmarés por países
| País  | Victorias |
| ----- | --------- |
| Rusia | 1         |